# Sedm hříchů paměti
Sedm hříchů paměti: Jak si pamatujeme a zapomínáme (v originále The Seven Sins of Memory: How the Mind Forgets and Remembers) je kniha Daniela L. Schactera. Předkládá v ní sedm problematických faktorů paměti: zapomínání, roztržitost, paměťový blok, záměnu, sugestibilitu, zkreslování a přetrvávání.

## Hříchy paměti

### Zapomínání

Křivka zapomínání vyjadřuje vztah mezi časem a množstvím zapomenutých informací.

Zapomínání je snad nejsamozřejmější vadou paměti. Daniel Schacter, v překladu českého neurovědce Františka Koukolíka, popisuje zapomínání jako „pomíjivost paměti v toku času“ .
Jedním z prvních, kdo vědecky zkoumal a matematicky popsal zapomínání, byl Hermann Ebbinghaus. Ten ustanovil takzvanou křivku zapomínání, která ukazuje inverzní exponenciální vztah mezi zapamatovanými informacemi a časem. Z ní vyplývá, že krátce (může být několik hodin) poté, co soubor informací vštípíme do dlouhodobé paměti, zapomeneme značnou porci informací velmi rychle, ale dále se rychlost zapomínání snižuje.
Existují dvě teorie o tom, jak člověk zapomíná. Jednou je, že informace uložené v paměti postupně blednou a rozpadají se – zapomínání by v tom případě tedy bylo zapříčiněno přírodní degenerací. Další teorií je, že zapomínáme, protože paměťové stopy se vzájemně překrývají .

### Roztržitost
Roztržitost bývá zapříčiněna nízkou pozorností při vštěpování i při vybavování informace. Roztržitost obnáší zapomínání na to, kam člověk položil své klíče či to, že zapomene zamknout dveře od bytu, když pospíchá. Je také úzce spjata s pamětí prospektivní (pamětí týkající se budoucnosti). Například zapomenutí vyzvednout přítele z letiště či vzkázat zprávu blízkému příteli jsou zapříčiněny roztržitostí.

### Paměťový blok
S paměťovým blokem se každý určitě již mnohokrát setkal. K bloku dochází, když si člověk snaží vzpomenout na určitou věc, uvědomuje si, že ji zná, ale informace mu je ve vybavování nepřístupná. Pojem zahrnuje například syndrom „mám to na jazyku“. Ve vybavování mohou blokovat přístup ke chtěným informacím informace podobné, ale nesprávné. Ve vybavení slova mohou například překážet slova, která znějí podobně či mají podobný význam.
Výskyt paměťového bloku také záleží na typu informace, na kterou si snažíme vzpomenout. Jména si například vybavujeme hůře než většinu jiných informací, neboť jména (v naší kultuře) nevycházejí z žádných vlastností člověka – jsou libovolné. Například jméno „Pekař“ si bude člověk pamatovat hůře, než termín „pekař“, s nímž může asociovat mnoho věcí – okolnosti práce, související termíny a představy (např. různé druhy pečiva či představa místní pekárny), obecný životní styl apod.

### Záměna
K záměně dochází, když si člověk dokáže správně vzpomenout na informaci, nedokáže ji však správně přiřadit k jejímu zdroji. Například když se člověk periodicky setkává s určitou skupinou lidí, když se pokusí popsat jedno určité setkání, může do své výpravy omylem vmísit události, které se staly na dřívějším či pozdějším setkání stejné skupiny.
Významnějším příkladem záměny je případ hledání „Johna Doea 2“, předpokládaného spiklence Timothy McVeigha (Johna Doea 1), který byl zodpovědný za pumový atentát v Oklahoma City roku 1995. O existenci Johna Doea 2 byl přesvědčen mechanik Tom Kessinger – tvrdil, že se s ním u něj krátce před atentátem McVeigh zastavil. Po vyčerpávajícím pátrání po Johnu Doeovi 2 se nakonec ukázalo, že si ho mechanik spletl s jiným člověkem a že McVeigh se u mechanika objevil bez doprovodu.

### Sugestibilita
Sugestibilita se týká pozměnění informací uložených v paměti vlivem způsobu, jak si je člověk vybaví.
Ve studii Elizabeth Loftusové byla dvaceti čtyřem účastníkům kladena otázka, jestli si vzpomínají na to, jak se v mládí ztratili v hypermarketu. Přestože se v hypermarketu podle své rodiny nikdy vskutku neztratili, čtvrtina účastníků byla po několika pohovorech přesvědčena, že si na ztracení vzpomínají.

### Zkreslování
Hřích zkreslování se týká našich osobních stereotypů, osobních hodnot, znalostí a citů, které naše vzpomínky ovlivňují. Například člověk, který je momentálně spokojený a veselý, bude hodnotit události ze svého života kladněji, než kdyby byl smutný.

### Přetrvávání
Přetrvávání je pravý opak zapomínání. Při zapomínání se nám z mysli informace vytrácí, zatímco při přetrvávání se nedokážeme informací zbavit. Častou formou přetrvávání je například, když se člověku v mysli neustále přehrává znělka.
Přetrvávání může ovšem být mnohem vážnější, přičemž člověk může neustále přemítat nelibé vzpomínky a myšlenky. Daniel Schacter popisuje případ Donnieho Moorea, který v roce 1986 hrál v mužstvu California Angels proti Boston Red Sox. Po těsné prohře svého týmu se Moore začal obviňovat z toho, že za prohru mohl on, a nakonec spáchal sebevraždu.